# Цагарели, Арчил Лукич
Арчил Лукич Цагарели (груз. არჩილ ლუკას ძე ცაგარელი; 1913—1988) — советский и грузинский учёный в области геологии, палеонтологии и стратиграфии, доктор геолого-минералогических наук, профессор, академик АН Грузинской ССР (1969). Директор Геологического института Академии наук Грузинской ССР (1979—1981) и академик-секретарь Отделения наук о Земле АН Грузинской ССР (1980—1988).

## Биография
Родился 5 декабря 1913 года в Тбилиси.
С 1931 по 1936 год обучался на геологическом факультете Тбилисского государственного университета, с 1936 по 1939 год обучался в аспирантуре этого университета. 
С 1939 по 1940 год на педагогической работе в Сухумском государственном педагогическом институте имени А. М. Горького в качестве преподавателя. С 1940 по 1981 год на научно-исследовательской работе в Геологическом институте Академии наук Грузинской ССР в качестве научного и старшего научного и ведущего научного сотрудника, занимался исследованиями в области геологии, палеонтологии и стратиграфии,  полезных ископаемых Альпийского пояса, с 1979 по 1981 год — директор этого института. 
С 1980 по 1988 год — академик-секретарь Отделения наук о Земле АН Грузинской ССР.

### Научно-педагогическая деятельность и вклад в науку
Основная научно-педагогическая деятельность А. Л. Цагарели была связана с вопросами в области геологии, палеонтологии и стратиграфии, занимался исследованиями в области проблем региональной геологии, неотектонике и стратиграфии мезозоя. А. Л. Цагарели занимался разработкой биостратиграфического расчленения верхнемеловых пород Грузинской ССР, им была предложена хронология альпийских движений Кавказа и был установлен возраст  рельефа этих движений. А. Л. Цагарели являлся — членом Всесоюзного палеонтологического общества и почётным членом Лондонского геологического общества (с 1976)
В 1939 году защитил кандидатскую диссертацию, в 1950 году защитил докторскую диссертацию на соискание учёной степени доктор геолого-минералогических наук по теме: «Верхний мел Грузии». В 1952 году ВАК СССР ему было присвоено учёное звание профессор. В 1959 году был избран член-корреспондентом АН Грузинской ССР, а в 1969 году — действительным членом  АН Грузинской ССР.  А. Л. Цагарели было написано более двухсот научных работ, в том числе монографий.

## Основные труды
- Верхний мел Грузии. - Тбилиси : Изд-во Акад. наук Груз. ССР, 1954. - 463 с.
- Стратиграфия юрской системы / [Ред. коллегия: А. Л. Цагарели (отв. ред.) и др.]. - Тбилиси : Изд-во Акад. наук Груз. ССР, 1962. - 378 с.
- Вопросы геологии Грузии: к XXII сессии Международного геологического конгресса : [сборник статей] / Акад. наук Груз. ССР ; [редкол.: А. Л. Цагарели  (глав. ред.)]. - Тбилиси : Мецниереба, 1964. - 477 с.
- Отчет о командировке во Францию и Швейцарию / Акад. А. Л. Цагарели ; АН СССР. ВИНИТИ. - Москва : 1974. - 17 с.
- Вопросы стратиграфии и палеонтологии мела Грузии / Ред. А. Л. Цагарели. - Тбилиси : Мецниереба, 1975, обл. 1976. - 106 с[6]

## Память
В Тбилиси на доме № 43 на проспекте Александра Казбеги установлена памятная табличка, гласящая, что Цагарели жил в этом доме с 1963 по 1988 год.